# Duckens Nazon
Pour les articles homonymes, voir Nazon.
Duckens Moïse Nazon, surnommé The Duck, né le 7 avril 1994 à Châtenay-Malabry, est un footballeur international haïtien. Il évolue au poste d'attaquant au Esteghlal FC.

## Biographie

### En club

#### Débuts en amateur
Après être passé chez les jeunes de l'Amicale Sportive de Poissy et par le Vannes OC, Duckens Nazon s'engage avec le FC Lorient en juillet 2012 et joue la saison 2012-2013 avec les U19 du club en inscrivant 16 buts en 12 rencontres, ce qui lui permet de disputer 8 matchs en CFA, marquant même un but contre la réserve du SM Caen, le 23 mars 2013 (victoire 2-1 de Lorient). 
En juillet 2013, il part pour la Picardie en rejoignant l'US Roye qui évolue en CFA. Un an plus tard, toujours en Picardie, il choisit le club voisin de l'Olympique Saint-Quentin (CFA 2) comme challenge. Il réalise un début de saison tonitruant (11 buts en 13 rencontres) lors de la première partie de la saison.

#### Carrière professionnelle
Nazon est alors sollicité par plusieurs clubs français, et choisit de s'envoler en 2015 pour la Mayenne avec le Stade lavallois (Ligue 2) qui lui propose son premier contrat professionnel pour deux saisons avec une saison supplémentaire en option. Prolifique malgré un faible temps de jeu, il ne reçoit pas de proposition de prolongation à l'issue de son contrat en 2016 et quitte le club.   
En juillet 2016, il est présenté comme nouveau renfort au sein du CD Tondela, avant d'en être écarté pour insuffisance cardiaque, malgré le démenti du joueur. En septembre 2016, il s'expatrie en Inde, au Kerala Blasters FC, puis est transféré l'année suivante en Angleterre, au Wolverhampton Wanderers FC. Le 4 août 2017, il est prêté à Coventry City, puis le 26 janvier 2018, il est une nouvelle fois prêté cette fois-ci à l'Oldham Athletic. Pour l'anecdote, il y inscrit le plus beau but du mois (Goal of the Month) de février 2018 en League One (troisième division anglaise) contre Blackburn Rovers.  
En juillet 2018, il poursuit sa carrière en Belgique en signant à Saint-Trond VV, club de la Jupiler Pro League, avant d'être prêté le 31 janvier 2019 au Saint Mirren FC, club de la Scottish Premiership. 
Le 26 juillet 2021, il signe un contrat d'un an, plus une année en option avec l'US Quevilly-Rouen, promu en Ligue 2,.
Le 6 juillet 2022, il est transféré au CSKA Sofia en première division bulgare. 

### En sélection

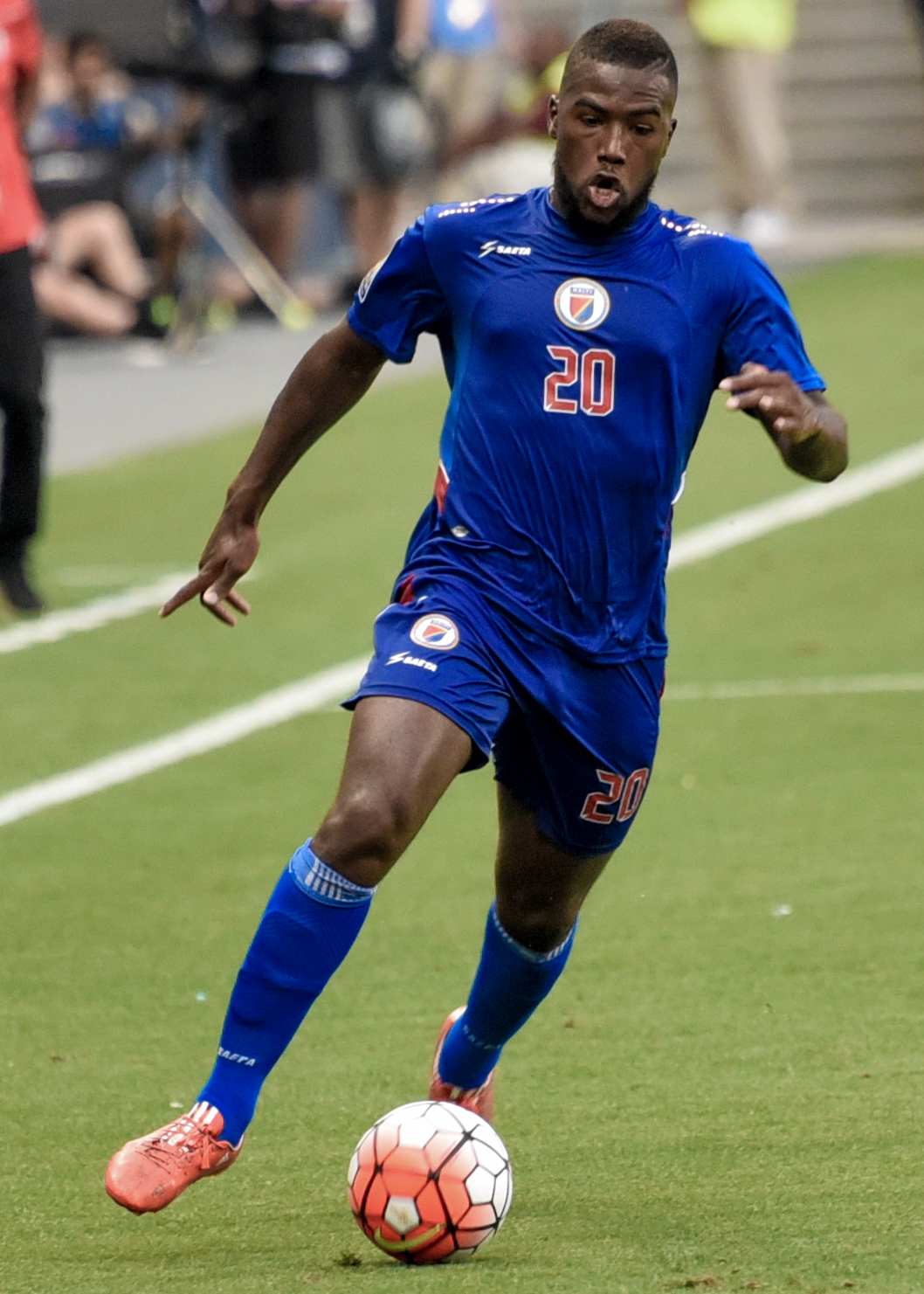
Duckens Nazon avec Haïti en 2015.

Duckens Nazon connaît sa première sélection avec Haïti, le 5 mars 2014, lorsqu'il est convoqué par Marc Collat afin de disputer une rencontre amicale (non officielle) contre le Kosovo (match nul 0-0).
Un an plus tard, il est retenu par Collat pour disputer la Gold Cup aux États-Unis. Il se distingue lors de cette compétition en marquant deux buts, contre le Panama puis face au Honduras, qui permettent aux Grenadiers d'avancer en quarts-de-finale, instance où ils sont éliminés par la Jamaïque (0-1). Nazon a également l'occasion de participer avec son pays à la Copa América Centenario (élimination au premier tour) mais échoue à se qualifier à la Gold Cup 2017.
Le 10 septembre 2018, lors de la première journée des éliminatoires de la Gold Cup 2019, il réussit l'exploit de marquer cinq buts face à Sint Maarten (victoire 13-0). À l'occasion de la dernière journée de ces éliminatoires, le 24 mars 2019, il est à la fois buteur et auteur d'une passe décisive pour Kevin Lafrance lors de la victoire 2-1 sur Cuba. Il termine co-meilleur de ces éliminatoires avec six réalisations (ex æquo avec le Curacien Rangelo Janga)

## Statistiques

### En club
| Saison                | Club                    | Championnat           | Championnat | Championnat | Coupe(s) nationale(s) | Coupe(s) nationale(s) | Compétition(s) continentale(s) | Compétition(s) continentale(s) | Compétition(s) continentale(s) | Total | Total |
| Saison                | Club                    | Division              | M.          | B.          | M.                    | B.                    | Comp.                          | M.                             | B.                             | M.    | B.    |
| 2013-2014             | US Roye-Noyon           | CFA                   | 16          | 0           | 0                     | 0                     | -                              | 0                              | 0                              | 16    | 0     |
| 2014-2015             | Olympique Saint-Quentin | CFA 2                 | 13          | 11          | 0                     | 0                     | -                              | 0                              | 0                              | 13    | 11    |
| 2015-2016             | Stade lavallois         | Ligue 2               | 14          | 3           | 4                     | 1                     | -                              | 0                              | 0                              | 18    | 4     |
| 2016-2017             | Kerala Blasters         | Indian Super League   | 13          | 2           | 0                     | 0                     | -                              | 0                              | 0                              | 13    | 2     |
| 2017-2018             | Wolverhampton Wanderers | Championship          | 0           | 0           | 0                     | 0                     | -                              | 0                              | 0                              | 0     | 0     |
| 2017-2018             | Coventry City (prêt)    | League Two            | 21          | 6           | 3                     | 2                     | -                              | 0                              | 0                              | 24    | 8     |
| 2017-2018             | Oldham Athletic (prêt)  | League One            | 16          | 6           | 0                     | 0                     | -                              | 0                              | 0                              | 16    | 6     |
| 2018-2019             | Saint-Trond VV          | Division 1A           | 0           | 0           | 0                     | 0                     | -                              | 0                              | 0                              | 0     | 0     |
| Total sur la carrière | Total sur la carrière   | Total sur la carrière | 93          | 28          | 7                     | 3                     | -                              | 0                              | 0                              | 100   | 31    |

### Buts en sélection
| Buts en sélection de Duckens Nazon | Buts en sélection de Duckens Nazon | Buts en sélection de Duckens Nazon                               | Buts en sélection de Duckens Nazon | Buts en sélection de Duckens Nazon | Buts en sélection de Duckens Nazon | Buts en sélection de Duckens Nazon |
|                                    | Date                               | Lieu                                                             | Adversaire                         | Score                              | Résultat                           | Compétition                        |
| ---------------------------------- | ---------------------------------- | ---------------------------------------------------------------- | ---------------------------------- | ---------------------------------- | ---------------------------------- | ---------------------------------- |
| 1.                                 | 7 juillet 2015                     | Toyota Stadium, Frisco (États-Unis)                              | Panama                             | 1-1                                | 1-1                                | GC 2015                            |
| 2.                                 | 13 juillet 2015                    | Sporting Park, Kansas City (États-Unis)                          | Honduras                           | 1-0                                | 1-0                                | GC 2015                            |
| 3.                                 | 4 septembre 2015                   | National Cricket Stadium, Saint George's (Grenade)               | Grenade                            | 1-3                                | 1-3                                | QCM 2018                           |
| 4.                                 | 8 septembre 2015                   | Stade Sylvio-Cator, Port-au-Prince (Haïti)                       | Grenade                            | 2-0                                | 3-0                                | QCM 2018                           |
| 5.                                 | 6 septembre 2016                   | Independence Park, Kingston (Jamaïque)                           | Jamaïque                           | 0-2                                | 0-2                                | QCM 2018                           |
| 6.                                 | 9 novembre 2016                    | Stade Sylvio-Cator, Port-au-Prince (Haïti)                       | Guyane                             | 2-0                                | 2-5                                | QCAR 2017                          |
| 7.                                 | 13 novembre 2016                   | Warner Park, Basseterre (Saint-Christophe-et-Niévès)             | Saint-Christophe-et-Niévès         | 0-2                                | 0-2 a.p.                           | QCAR 2017                          |
| 8.                                 | 10 octobre 2017                    | Stade Nissan, Yokohama (Japon)                                   | Japon                              | 2-2                                | 3-3                                | Match amical                       |
| 9.                                 | 10 octobre 2017                    | Stade Nissan, Yokohama (Japon)                                   | Japon                              | 2-3                                | 3-3                                | Match amical                       |
| 10.                                | 10 septembre 2018                  | Stade Sylvio-Cator, Port-au-Prince (Haïti)                       | Sint Maarten                       | 2-0                                | 10-0                               | QGC 2019                           |
| 11.                                | 10 septembre 2018                  | Stade Sylvio-Cator, Port-au-Prince (Haïti)                       | Sint Maarten                       | 4-0                                | 10-0                               | QGC 2019                           |
| 12.                                | 10 septembre 2018                  | Stade Sylvio-Cator, Port-au-Prince (Haïti)                       | Sint Maarten                       | 5-0                                | 10-0                               | QGC 2019                           |
| 13.                                | 10 septembre 2018                  | Stade Sylvio-Cator, Port-au-Prince (Haïti)                       | Sint Maarten                       | 8-0                                | 10-0                               | QGC 2019                           |
| 14.                                | 10 septembre 2018                  | Stade Sylvio-Cator, Port-au-Prince (Haïti)                       | Sint Maarten                       | 9-0                                | 10-0                               | QGC 2019                           |
| 15.                                | 24 mars 2019                       | Stade Sylvio-Cator, Port-au-Prince (Haïti)                       | Cuba                               | 1-0                                | 2-1                                | QGC 2019                           |
| 16.                                | 24 juin 2019                       | Red Bull Arena, Harrison (États-Unis)                            | Costa Rica                         | 1-1                                | 2-1                                | GC 2019                            |
| 17.                                | 29 juin 2019                       | NRG Stadium, Houston (États-Unis)                                | Canada                             | 1-2                                | 3-2                                | GC 2019                            |
| 18.                                | 17 novembre 2019                   | Estadio Ricardo Saprissa, San José (Costa Rica)                  | Costa Rica                         | 1-1                                | 1-1                                | LNC 2019-2020                      |
| 19.                                | 5 juin 2021                        | TCIFA National Academy, Providenciales (Îles Turques-et-Caïques) | Îles Turques-et-Caïques            | 0-1                                | 0-10                               | QCM 2022                           |
| 20.                                | 5 juin 2021                        | TCIFA National Academy, Providenciales (Îles Turques-et-Caïques) | Îles Turques-et-Caïques            | 0-2                                | 0-10                               | QCM 2022                           |
| 21.                                | 5 juin 2021                        | TCIFA National Academy, Providenciales (Îles Turques-et-Caïques) | Îles Turques-et-Caïques            | 0-3                                | 0-10                               | QCM 2022                           |
| 22.                                | 5 juin 2021                        | TCIFA National Academy, Providenciales (Îles Turques-et-Caïques) | Îles Turques-et-Caïques            | 0-4                                | 0-10                               | QCM 2022                           |
| 23.                                | 2 juillet 2021                     | Drive Pink Stadium, Fort Lauderdale (États-Unis)                 | Saint-Vincent-et-les-Grenadines    | 1-0                                | 6-1                                | QGC 2021                           |
| 24.                                | 2 juillet 2021                     | Drive Pink Stadium, Fort Lauderdale (États-Unis)                 | Saint-Vincent-et-les-Grenadines    | 4-1                                | 6-1                                | QGC 2021                           |
| 25.                                | 6 juillet 2021                     | Drive Pink Stadium, Fort Lauderdale (États-Unis)                 | Bermudes                           | 4-1                                | 4-1                                | QGC 2021                           |

## Décoration
Prix du Mérite (Human Ayiti, association dont il est le président) lors de la deuxième Édition du dîner des arts et de la culture organisée par l'association culturelle « One vision » à Paris, le jeudi 1er décembre 2022.

## Distinctions personnelles
2017 • Meilleur but du mois de Septembre, avec Coventry City (League Two)
2018 • Meilleur but du mois de Février, avec Oldham Athletic (League One)
2019 • Man Of The Match en Gold Cup vs Canada avec la sélection Haïtienne de Football
• Man Of The Match en Gold Cup vs Costa Rica avec la sélection Haïtienne de Football
2021 • Joueur du mois d'Août en Ligue 2, avec Quevilly-Rouen
• Joueur du mois de Novembre en Ligue 2 avec Quevilly-Rouen
2022 • Joueur du Mois de Décembre en Ligue 1, avec Quevilly-Rouen
2023 • Joueur de la semaine en Bulgarie, (D1) avec le CSKA Sofia
• Man Of The Match en Gold Cup vs Qatar avec la sélection Haïtienne
de Football
2024 • Nommé dans le XI de la Ligue des Nations Concacaf (Ligue B), pour le mois de Septembre, avec la sélection Haitienne de Football
• Nommé dans le XI de la Ligue des Nations Concacaf (Ligue B), pour le mois de Novembre, avec la sélection Haitienne de Football